# Fida Mohammad Khan (político)
Fida Mohammad Khan é um político paquistanês que é membro do Senado do Paquistão desde março de 2018.

## Carreira política
Khan foi eleito para o Senado do Paquistão como candidato do Movimento Paquistanês pela Justiça por Khyber Pakhtunkhwa nas eleições de 2018 para o Senado do Paquistão. Ele prestou juramento como senador em 12 de março de 2018.